# Període càlid romà
El Període càlid romà, o Òptim climàtic romà, és la denominació del període comprés si fa no fa entre el 250 abans de la nostra era i el 400 a Europa i l'Atlàntic Nord, afavorits per un règim climàtic càlid, humit i estable.
L'expressió Període càlid romà apareix per primera vegada en una tesi doctoral de 1995 i es va fer popular gràcies a un article publicat en Nature el 1999.

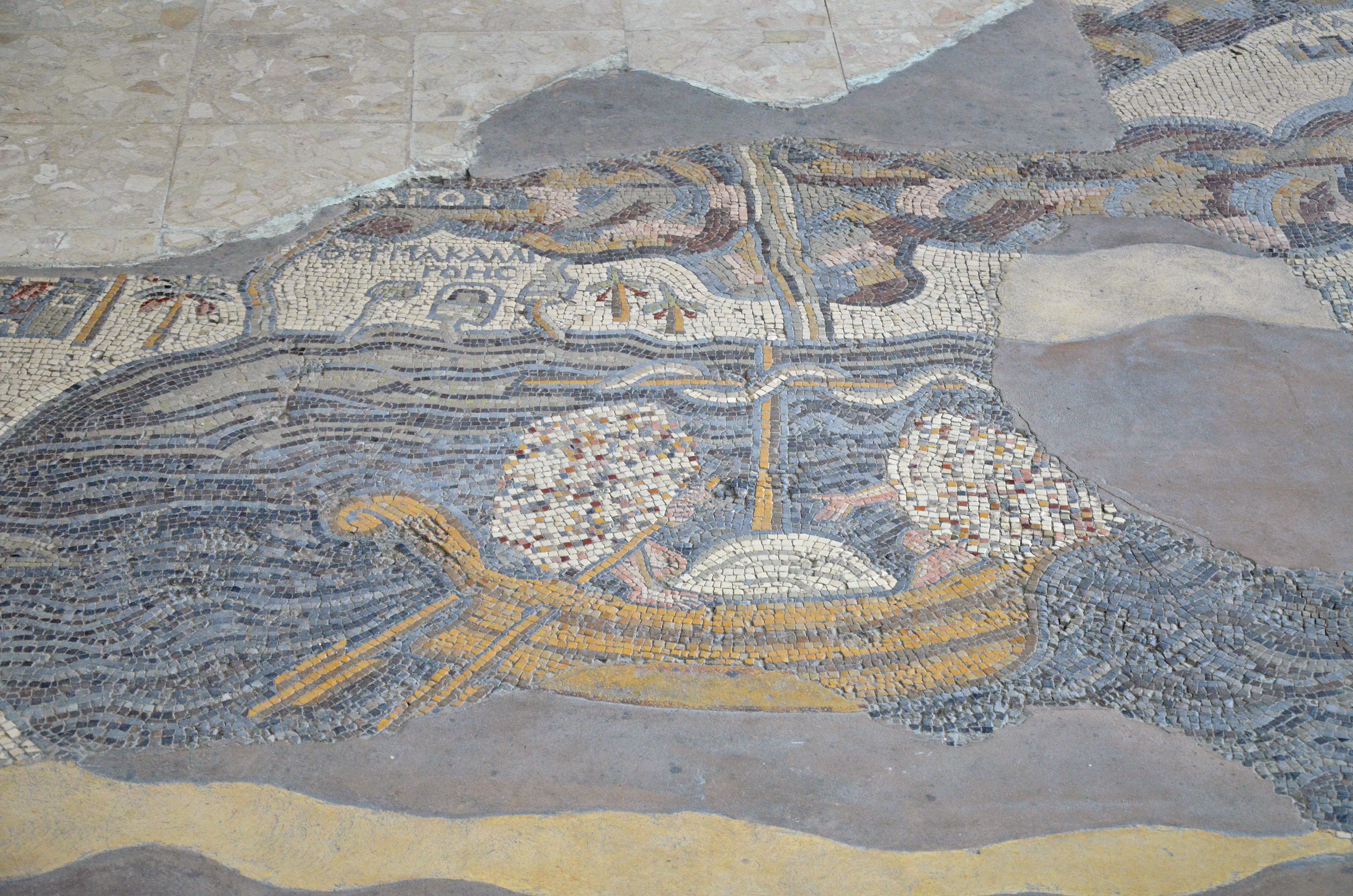
Les fluctuacions del nivell de l'aigua a la mar Morta han servit per a mesurar la quantitat i freqüència de precipitacions d'aquesta zona per a aquest període. (Mapa de Madaba: mar Morta i Les Fonts Termals de Callirrhoe)